# Desa Cisolok
Desa Cisolok är en administrativ by i Indonesien.   Den ligger i provinsen Jawa Barat, i den västra delen av landet, 90 km sydväst om huvudstaden Jakarta.